# Challenger de Mouilleron-le-Captif 2024
El torneo Open de Vendée 2024 fue un torneo de tenis perteneció al ATP Challenger Tour 2024 en la categoría Challenger 100. Se trató de la 11ª edición; el torneo tuvo lugar en la ciudad de Mouilleron-le-Captif (Francia), desde el 30 de septiembre hasta el 6 de octubre de 2024 sobre pista dura bajo techo.

## Jugadores participantes del cuadro de individuales
| Preclasificado | País                    | Jugador          | Rank1 | Posición en el torneo |
| 1              | Bandera de Francia      | Quentin Halys    | 99    | FINAL                 |
| 2              | Bandera de Francia      | Harold Mayot     | 115   | Semifinales           |
| 3              | Bandera de Francia      | Richard Gasquet  | 120   | Segunda ronda         |
| 4              | Bandera de Francia      | Lucas Pouille    | 124   | CAMPEÓN               |
| 5              | Bandera del Reino Unido | Jacob Fearnley   | 126   | Baja                  |
| 6              | Bandera de Serbia       | Hamad Medjedovic | 135   | Primera ronda         |
| 7              | Bandera de Francia      | Grégoire Barrère | 148   | Primera ronda         |
| 8              | Bandera de Dinamarca    | August Holmgren  | 167   | Primera ronda         |

- 1 Se ha tomado en cuenta el ranking del 23 de septiembre de 2024.

### Otros participantes
Los siguientes jugadores recibieron una invitación (wild card), por lo tanto ingresan directamente al cuadro principal (WC):
- Sascha Gueymard Wayenburg
- Manuel Guinard
- Lucas Poullain

Los siguientes jugadores ingresan al cuadro principal tras disputar el cuadro clasificatorio (Q):
- Nikoloz Basilashvili
- Mathias Bourgue
- Buvaysar Gadamauri
- Alexandre Reco
- Jelle Sels
- Alexey Vatutin

## Campeones

### Individual Masculino
- Lucas Pouille derrotó en la final a  Quentin Halys por 6–4, 6–4

### Dobles Masculino
- Marcelo Demoliner /  Christian Harrison derrotaron en la final a  August Holmgren /  Johannes Ingildsen por 6–3, 7–5